# Hans-Heini Gasser
Hans-Heini Gasser (* 6. April 1932; † 29. Juli 2022) war ein Schweizer Politiker (CVP) und Bauingenieur. Er gilt als Pionier des Skisprungschanzenbaus und der Kompensationsberechnung beim Skispringen.

## Leben
Hans-Heini Gasser war der Sohn von Hans Gasser (1902–1985) und dessen Frau Hedwig Vogler. Er war der Vater des Filmemachers und Rockmusikers Luke Gasser. Der promovierte Bauingenieur betrieb ein Ingenieurbüro in Lungern.
Gasser war von 1973 bis 1986 Regierungsrat des Kantons Obwalden, wo er als Baudirektor fungierte, ebenso wie zuvor sein Vater Hans Gasser und sein Onkel Franz Gasser.
Hans-Heini Gasser setzte sich für einen naturnahen Lungerersee ein.

## Skisprung
Gasser gilt als Pionier des Skisprungschanzenbaus. Die Standards des modernen Schanzenbaus gehen auf seine Berechnungen zurück. Er hat für das Skispringen mathematische Modelle entwickelt, die als Grundlage der sogenannten Kompensations-Regeln («Windfaktor» und «Gate-Faktor» bzw. «f-Wert») des Welt-Skiverbandes FIS dienen. Er war seit 1973 für die FIS tätig, wo er im FIS-Sub-Komitee Schanzenbau mitarbeitete.

## Publikationen (Auswahl)
- Die Frühgeschichte von Lungern. In: Pfarreigeschichte von Lungern, Küchler Druck, Giswil 1994.
- Skisprungschanzen Bau-Normen 2012, Ausführungsbestimmungen zu Art. 411 der IWO Band III. FIS (Hrsg.), September 2012.[6]
- Neue Fussgängerbrücke über die Engelbergeraa in Buochs: ein Brückenbau mit besonderen Prioritäten. In: Schweizer Ingenieur und Architekt, Band (Jahr): 110 (1992), Heft 14. doi:10.5169/seals-77885
- Der überkritisch belastete Eulersche Druckstab als Zweigelenkbogen unter Querbelastung, Dissertation, ETH Zürich, 1963.